# Landévant
Landévant is een gemeente in het Franse departement Morbihan (regio Bretagne). De plaats maakt deel uit van het arrondissement Lorient. Landévant telde op 1 januari 2022 4.049 inwoners. Er ligt een spoorweghalte: Landévant.

## Geografie
De oppervlakte van Landévant bedroeg op 1 januari 2022 22,34 vierkante kilometer; de bevolkingsdichtheid was toen 181,2 inwoners per km².

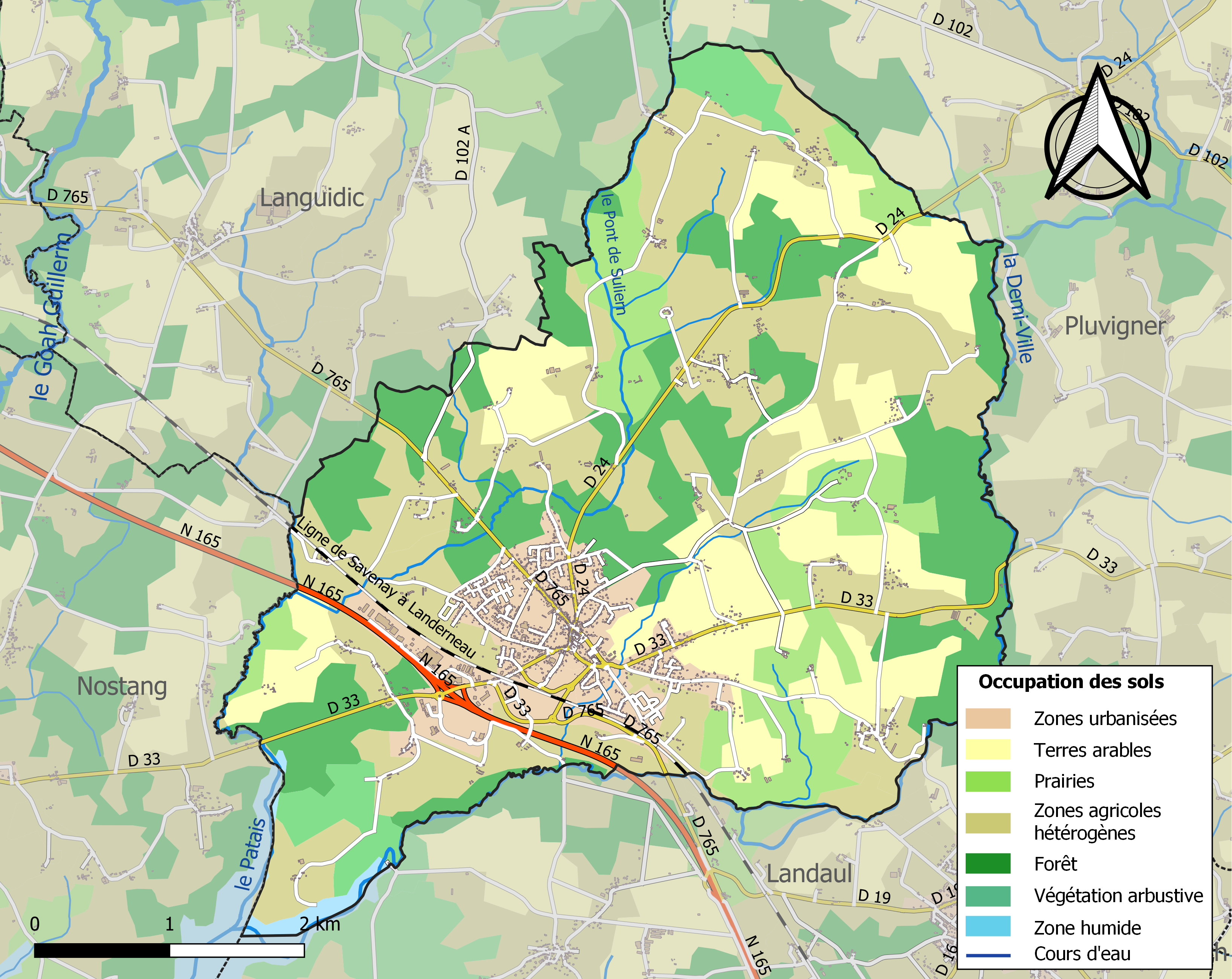
Kaart van de gemeente met de belangrijkste infrastructuur, bodemgebruik en omliggende gemeenten

## Demografie
Onderstaande figuur toont het verloop van het inwonertal, bron: INSEE-tellingen. 